# Gran Palacio del Kremlin
El Gran Palacio del Kremlin (del ruso: Большой Кремлёвский дворец) es la residencia oficial del presidente de Rusia. Está ubicado en la parte sureste del Kremlin de Moscú, en la cima de la colina de Pinar.
Antiguamente fue la residencia de los zares, el Gran Palacio del Kremlin en su aspecto actual data desde el periodo de 1838-1850, fue erigido por iniciativa de Nicolás I entre 1838 y 1850, en el mismo lugar del antiguo edificio del gran palacio del príncipe Iván III de Moscú, del siglo XV, y del palacio de la emperatriz Isabel I, del siglo XVIII. La proyección y la construcción fueron realizadas por el grupo de arquitectos: N.I. Chichágov, V.A. Bákarev, F.F. Rijter, P.A. Guerásimov, F.G. Sólntsev y otros bajo la dirección del famoso arquitecto Konstantín Ton. En 1918, el palacio se convirtió en la sede del gobierno soviético y en 1934 fue remodelado por el gobierno soviético. Entre 1994 y 1999, las salas fueron reconstruidas, devolviéndoles su aspecto original.
Tiene 125 metros de largo, la altura es de 44 m, posee 700 salas, incluidos varios aposentos antiguos de los zares: la Cámara de las Facetas, la Cámara Dorada de la Zarina, el Palacio de los Terems, las iglesias palaciegas.
Su fachada principal da al río Moscova. Visto desde el exterior, el palacio parece tener tres pisos, pero solo tiene dos. Lo que ocurre es que el segundo piso tiene dos filas de ventanas arqueadas (igual como en terems rusos del siglo XVII). Todos los interiores palaciegos del siglo XIX están bien conservados. En su ornamento se encuentran los elementos de varios estilos del barroco y del clasicismo. Para la decoración de los interiores invitaron a los destacados pintores y escultores. Según sus esbozos y esquemas se realizaban los muebles de estilo, espléndidas porcelanas, arañas de cristal, relojes inimitables por la maestría y muchos otros objetos de la decoración palaciega confeccionados en famosas fábricas, empresas y talleres de Rusia.

## Historia

### Construcción
Después de la victoria contra la Francia napoleónica en la Guerra Patria de 1812, y el inicio del proyecto a gran escala de la Catedral de Cristo Salvador, el Palacio del Kremlin volvió a atraer la atención del público. La ampliación de la catedral que se estaba construyendo en las cercanías destacó la necesidad de construir un nuevo complejo palaciego, que simbolizara la renovación de la imagen de Moscú y el resurgimiento de sus funciones capitales. En este sentido, es importante destacare que el edificio fue concebido originalmente como un palacio de coronación, y no como residencia.
Tras un incendio ocurrido en 1837 en el Palacio de Invierno de San Petersburgo, el zar Nicolás I encargó al arquitecto Konstantín Thon que diseñara el proyecto para una nueva residencia imperial dentro del Kremlin de Moscú, que cumpliera con normas de seguridad preventivas contra incendios, como el uso de estructuras ignífugas hechas de hierro fundido.El antiguo palacio isabelino, en cuyo lugar se planeaba construir un nuevo conjunto, fue desmantelado junto con el patio de establos del siglo XVII y otros edificios en la parte sureste de la fortaleza. Como resultado de nuevas reconstrucciones, a mediados del siglo XIX, el panorama del Kremlin, que se abría desde el Puente de Bolshói Kámenny, cambió significativamente.
El Palacio de Kolomna, construido en 1836 por Andréi Stackenschneider, sirvió como modelo para el diseño estilístico del nuevo palacio. Se suponía que el nuevo complejo en formas monumentales desarrollaría la composición del Palacio de los Terems y se combinaría orgánicamente con los antiguos edificios del Kremlin.La orden del emperador del 5 de marzo de 1838 decía que se decidió "comenzar los trabajos de construcción esta primavera con piezas nuevas y terminar tanto el edificio principal como todos los edificios que le pertenecen en cuatro años". Antes de comenzar la construcción, en el lugar del sótano previsto se colocó una piedra con una inscripción conmemorativa que dice lo siguiente: "Junio de 1838, 30 días".
La construcción del palacio se inició simultáneamente con la construcción de la Catedral de Cristo Salvador en 1839. Mientras se colocaban los cimientos cerca de la Catedral del Salvador en Bor, se descubrieron los restos de un cementerio cercado con gubias de roble y un jardín que anteriormente estaba ubicado cerca de los muros del templo. En el diseño y construcción del palacio participó un gran equipo de arquitectos moscovitas. La dirección de los trabajos de construcción se confió al barón Lev Bode, mientras que el arquitecto en jefe fue Konstantín Thon, con ayuda de Piotr Guerásimov y Nikolái Shojin. En 1843 Fiodor Richter reemplazó a Thon como arquitecto principal.
Thon diseñó bóvedas de ladrillo liviano de gran luz y estructuras de techo de armadura metálica. El Palacio del Kremlin se convirtió en el primer edificio del Imperio Ruso con dicha estructura. Además, junto a los materiales de construcción tradicionales, el arquitecto utilizó estructuras metálicas, con cemento y hormigón, innovadoras para la época. Gracias a este enfoque, se instaló un falso techo en la sala más grande del palacio, la de San Jorge. En la cúpula del palacio se instalaron cuatro buhardillas, debajo de las cuales se encontraba un reloj de sonería. Sus campanas, extraídas de la Torre de la Trinidad , se distinguían por la pureza de su sonido. En lo alto de la cúpula instalaron un asta recubierta de oro para el estandarte imperial . Alrededor de la aguja se construyó una plataforma de observación circular con barandillas. En lo alto de la cúpula instalaron un asta recubierta de oro para el estandarte imperial . Alrededor de la aguja se construyó una plataforma de observación circular con barandillas. Bajo el liderazgo del académico Dmitri Perevoshchikov y el mayor I. I. Ilyin, la cúpula se combinó con el techo con conexiones metálicas que servían como pararrayos, para los cuales se utilizaron más de 10,000 libras de hierro. Bajo la dirección del ingeniero general Nikolái Amosov, se instaló en el palacio un sistema de calefacción calorífica. Para ello, se instalaron 56 calentadores masivos en el sótano, que suministran aire caliente a través de conductos de calor entre paredes a las habitaciones de todos los pisos. Las chimeneas servían como fuente adicional de calor. En 1842, el Gran Palacio del Kremlin fue unido por un pasaje con la Catedral de la Anunciación. 

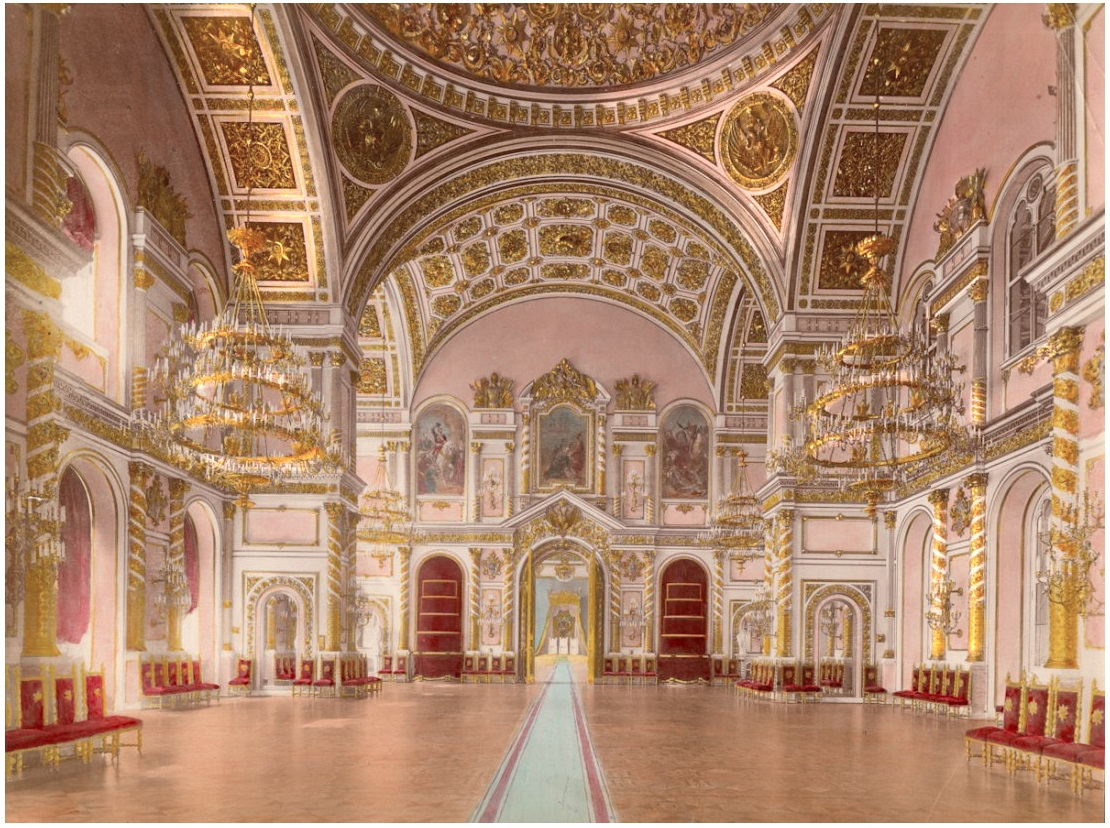
El Salón de San Alejandro a finales del.

Se utilizó piedra y hierro fundido para los pisos de losas de plataformas y pasillos internos. En las habitaciones y pasillos del Gran Palacio del Kremlin, los suelos estaban revestidos con tarimas de piedra y parqué. El primero se utilizó para la entrada, pasillos del primer piso, habitaciones de servicio, almacenes y cocinas. El suelo era de piedra gris de Revel, mármol blanco de Kolomna y besugo de Gzhel. En el resto de las habitaciones, el parquet se colocó “de árboles de diferentes colores según patrones preparados para este fin […] roble con pequeñas decoraciones de madera de colores […] y roble común”. El diseño de los suelos de parqué de los salones se realizó según los bocetos de Fiódor Solntsev entre 1843 y 1845.
En el momento de la construcción del palacio, en el contexto de una creciente conciencia nacional, los símbolos militares se hicieron populares en la arquitectura. Según el plan de Nicolás I, el complejo debía convertirse en un monumento a los logros militares del país y del ejército ruso. Los salones estatales recibieron su nombre en honor a los santos patrones de las órdenes militares del Imperio ruso, que simbolizaban la inviolabilidad del poder imperial. Así los salones de San Jorge, de San Andrés, de San Alejandro, de San Vladímir y de Catalina  recibieron nombres en honor a las condecoraciones militares del país, y su diseño se mantuvo en el estilo apropiado.
Los pedidos de muebles, telas y decoraciones artísticas eran atendidos por plantas y fábricas conocidas en San Petersburgo y Moscú. Todas las telas para tapicería de paredes y cortinas incluían hilos de oro y plata. El zar personalmente inspeccionó las instalaciones del complejo. Los participantes en la construcción fueron premiados y condecorados con la medalla "Por la construcción del Palacio del Kremlin". En el territorio del Kremlin ya existía una residencia real más pequeña: el Palacio de Nicolás, por lo que el nuevo complejo comenzó a llamarse Gran Palacio del Kremlin. Su consagración tuvo lugar en la Pascua del 3 de abril de 1849, en presencia del zar Nicolás I y miembros de su familia. La procesión comenzó con un servicio de oración por el metropolitano Filaret . Luego, por orden del emperador, cuatro granaderos de palacio colocaron en la pared de una de las salas un tablero con el nombre del Regimiento Preobrazhenski. Según algunos informes, después de esto Nicolás I llevó a los soldados a ver las nuevas cámaras. 

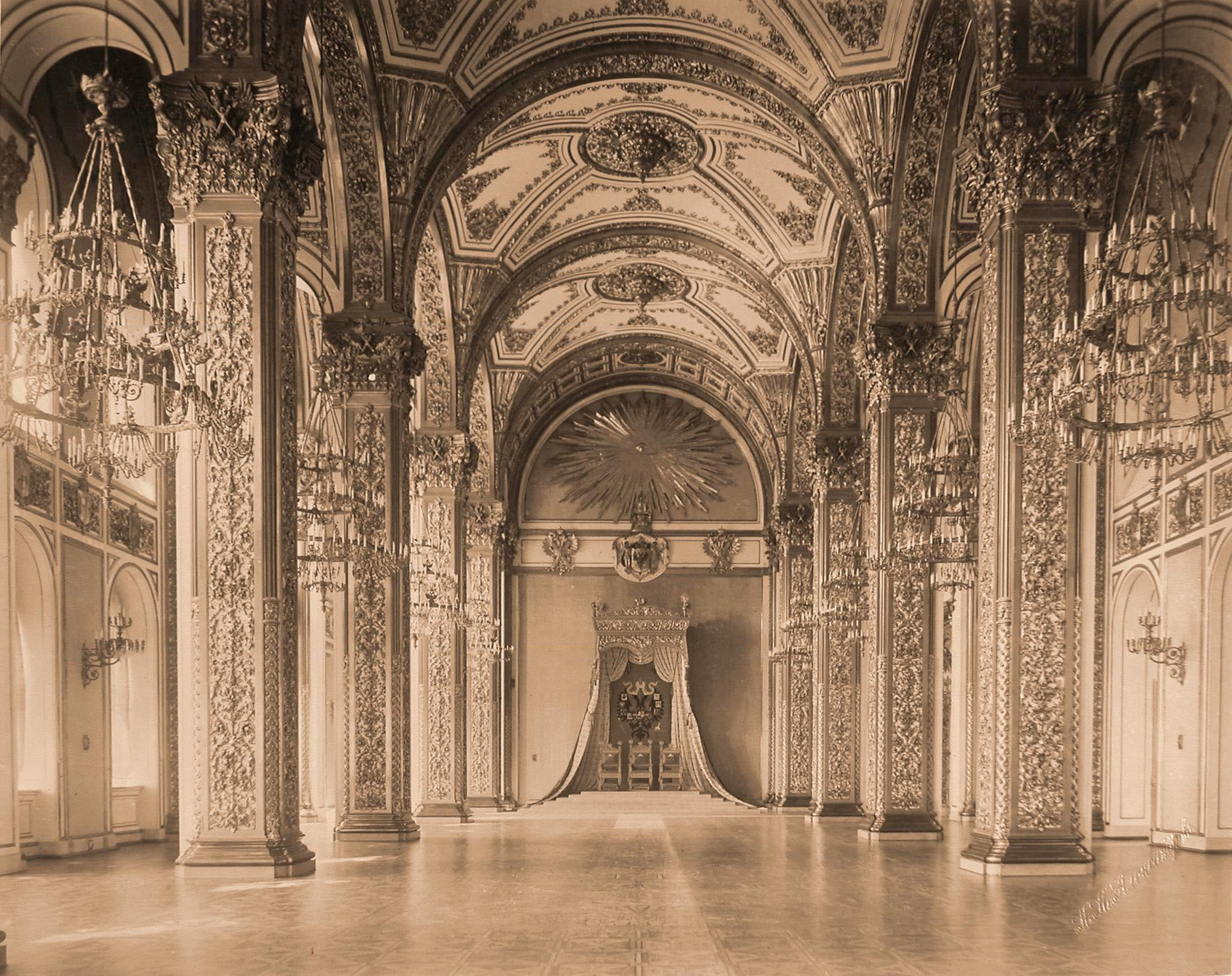
Interior del Salón de San Andrés en 1896.

### Residencia imperial
Las reconstrucciones posteriores estuvieron relacionadas principalmente con la reurbanización y los trabajos de ingeniería en curso se dividieron en planificados y "causados por extrema necesidad". Cada año, la Administración del Palacio de Moscú imprimaba y pintaba el techo, corregía el yeso y renovaba las paredes exteriores del palacio. Para preservar los dosel de armiño de los tronos, celebraron un contrato de varios años con el comerciante Nikolai Borisovich Eggers, quien "supervisó la conservación del color" y "se comprometió a preservar las pieles del daño de las polillas y a reparar todos malos lugares”. Además, anualmente se llevaba a cabo el “exterminio de insectos y animales dañinos”.

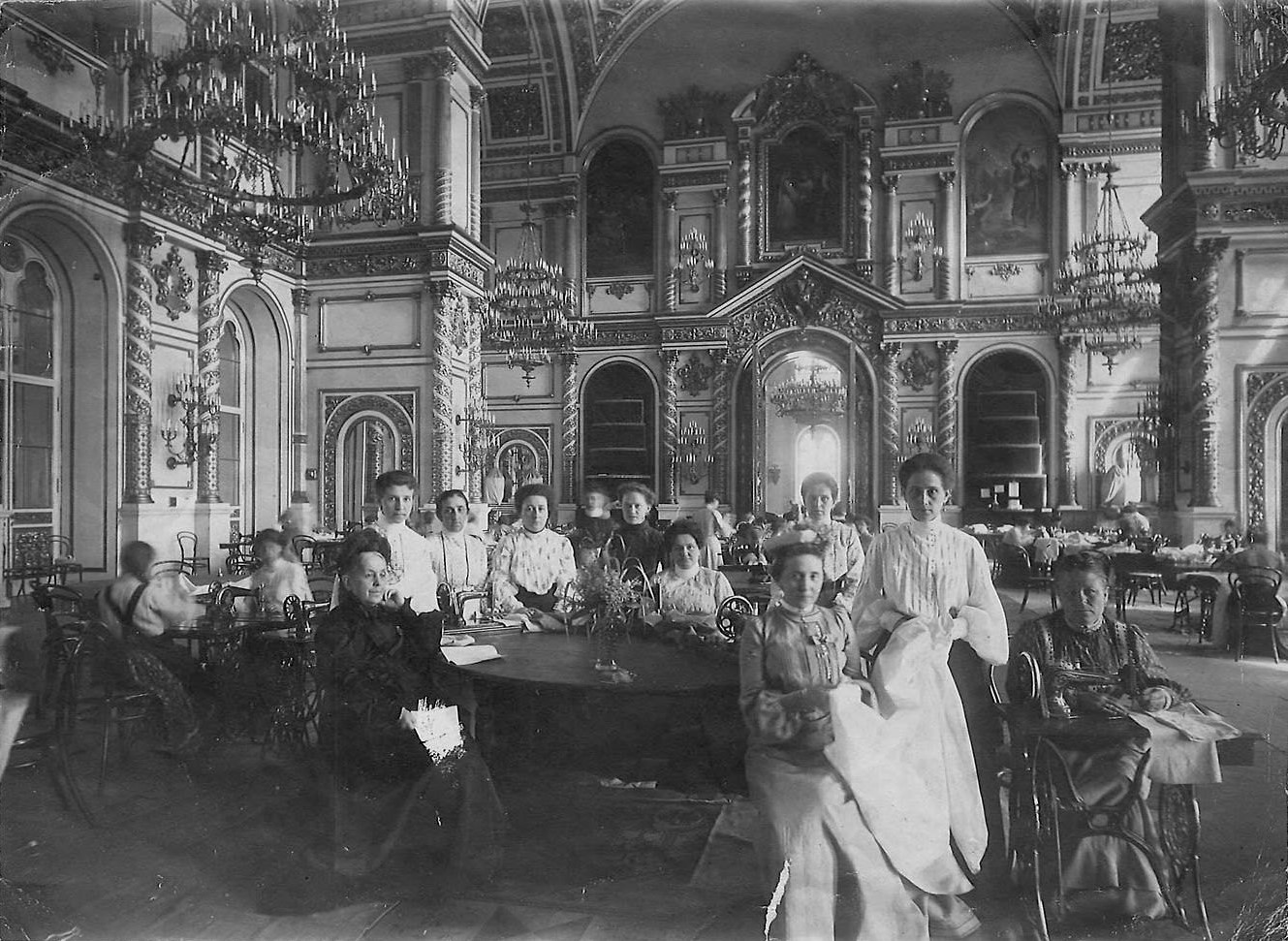
Salón de costura en el Salón de San Alejandro, 1905.

Durante las celebraciones de la coronación de Alejandro III en 1883, se instaló un sistema de iluminación eléctrica en el Gran Palacio del Kremlin. Para ello, se construyó una central eléctrica temporal en el terraplén de Raushskaya, cuyos cables se extendieron hasta el Kremlin. La instalación de iluminación eléctrica exterior e interior regular no comenzó hasta abril de 1895. La central eléctrica del palacio se instaló en el territorio del Jardín Aleksandrovsk, lo que permitió en un año instalar máquinas elevadoras en el palacio e instalar sistemas de alarma en algunas habitaciones.
Entre 1900 y 1902 el Gran Palacio del Kremlin se conectó al sistema de alcantarillado de la ciudad. Para evitar que los gases de alcantarillado entren en los apartamentos del palacio, se separó la red de la ciudad del complejo mediante un sello de agua y se reconstruyeron los sistemas de suministro de agua y drenaje. El presupuesto para la ejecución del proyecto fue de unos 40,000 rublos.Durante la Guerra ruso-japonesa, se instaló un taller de costura en las instalaciones del Palacio del Kremlin, donde se cosían y empaquetaban las cosas antes de enviarlas al frente.En 1913, el Gran Palacio del Kremlin acogió una ceremonia para celebrar el 300° aniversario de la Dinastía Románov, que se convirtió en la última fiesta nacional de la Rusia zarista.

### Revolución y guerra civil

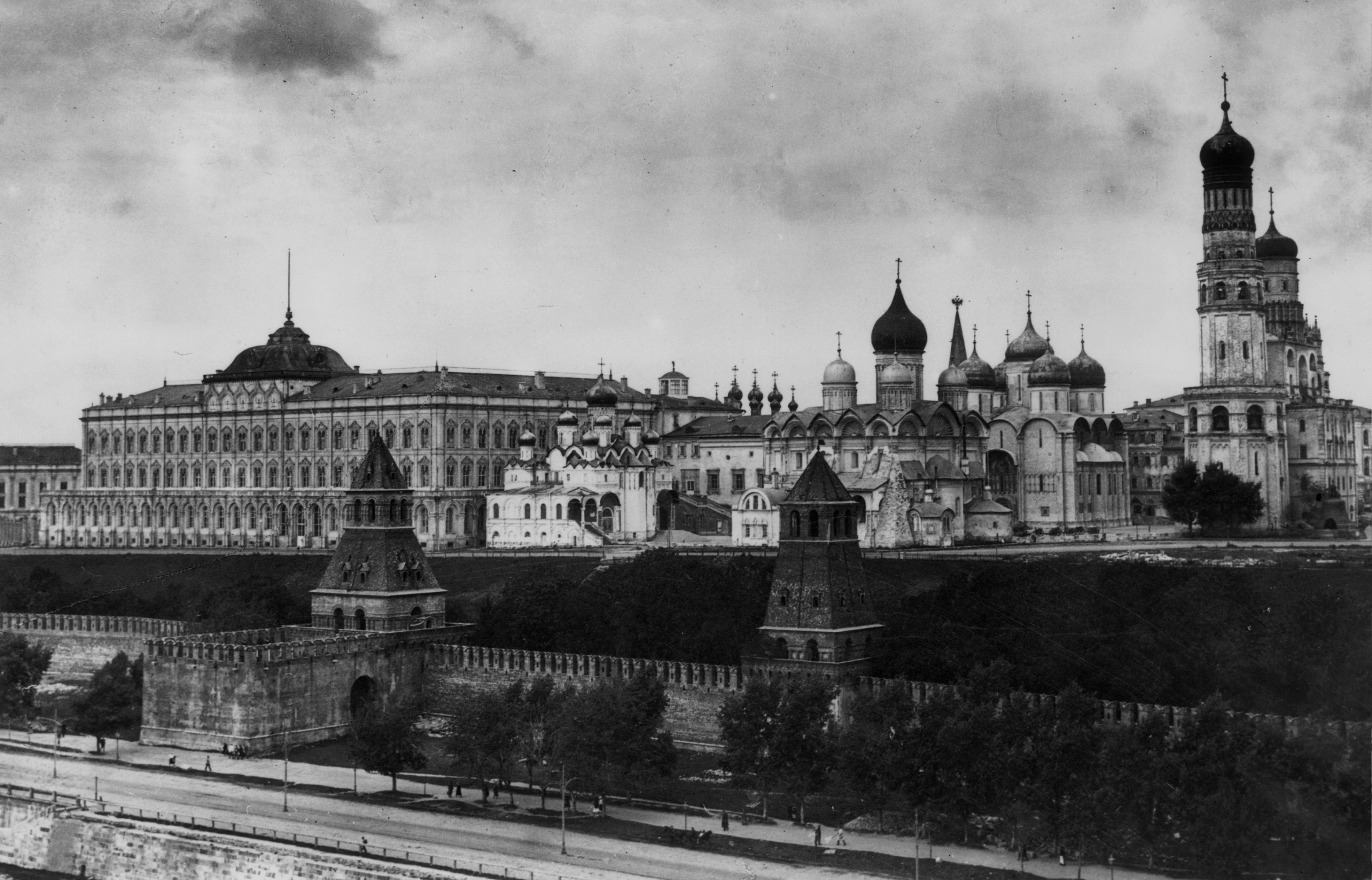
El Gran Palacio del Kremlin (a la izquierda) a principios de la década de 1920.

Durante el levantamiento bolchevique en Moscú, en el contexto de la Revolución de Octubre de 1917, uno de los proyectiles alcanzó la catedral Verjospasski, que formaba parte del Gran Palacio del Kremlin. Una esquina del edificio, ricamente decorada con azulejos que no pudieron restaurarse, quedó destruida. Sin embargo, en general, el palacio sufrió menos daños que otros edificios del Kremlin.Un año después, en 1918, cuando el nuevo gobierno bolchevique trasladó su sede a Moscú, las instalaciones en el territorio de la fortaleza fueron divididas. El 19 de marzo de 1918, el Comisario del Pueblo para la Educación, Anatoli Lunacharski, telegrafió al Consejo de Comisarios del Pueblo: “Basándome en la opinión de los artistas, de los científicos, así como de mis empleados, pediría que no se convierta el Palacio del Kremlin en la sede del gobierno”. Sin embargo, los apartamentos imperiales principales, representativos y privados del Gran Palacio del Kremlin si fueron finalmente ocupados por la residencia del gobierno y las viviendas de sus miembros y sus familias, así como del personal. El director de la Armería informó que durante este período “se colocaban samovares bajo tapices del siglo XVIII y se secaban pañales de bebé en mesas de Augsburgo ”. Sin embargo, el asentamiento se suspendió parcialmente, ya que los valores del Hermitage, los palacios de Petrogrado, Livadia y Belovezhskaya Pushcha, evacuados entre 1914 y 1917, fueron almacenados dentro de los muros del complejo, lo que requirió una mayor seguridad.A pesar de su uso como residencia para funcionarios del gobierno, el 26 de enero de 1939 el palacio fue abierto al público; y en el primer mes y medio, el complejo fue visitado por más de cinco mil personas.La mayor parte de los apartamentos fueron desocupados ya en los años 1930, pero los últimos residentes del conjunto fueron el estadista Lázar Kaganóvich y el líder militar Kliment Voroshíilov, que se mudaron en 1957 y 1962, respectivamente.

### Sede del gobierno soviético

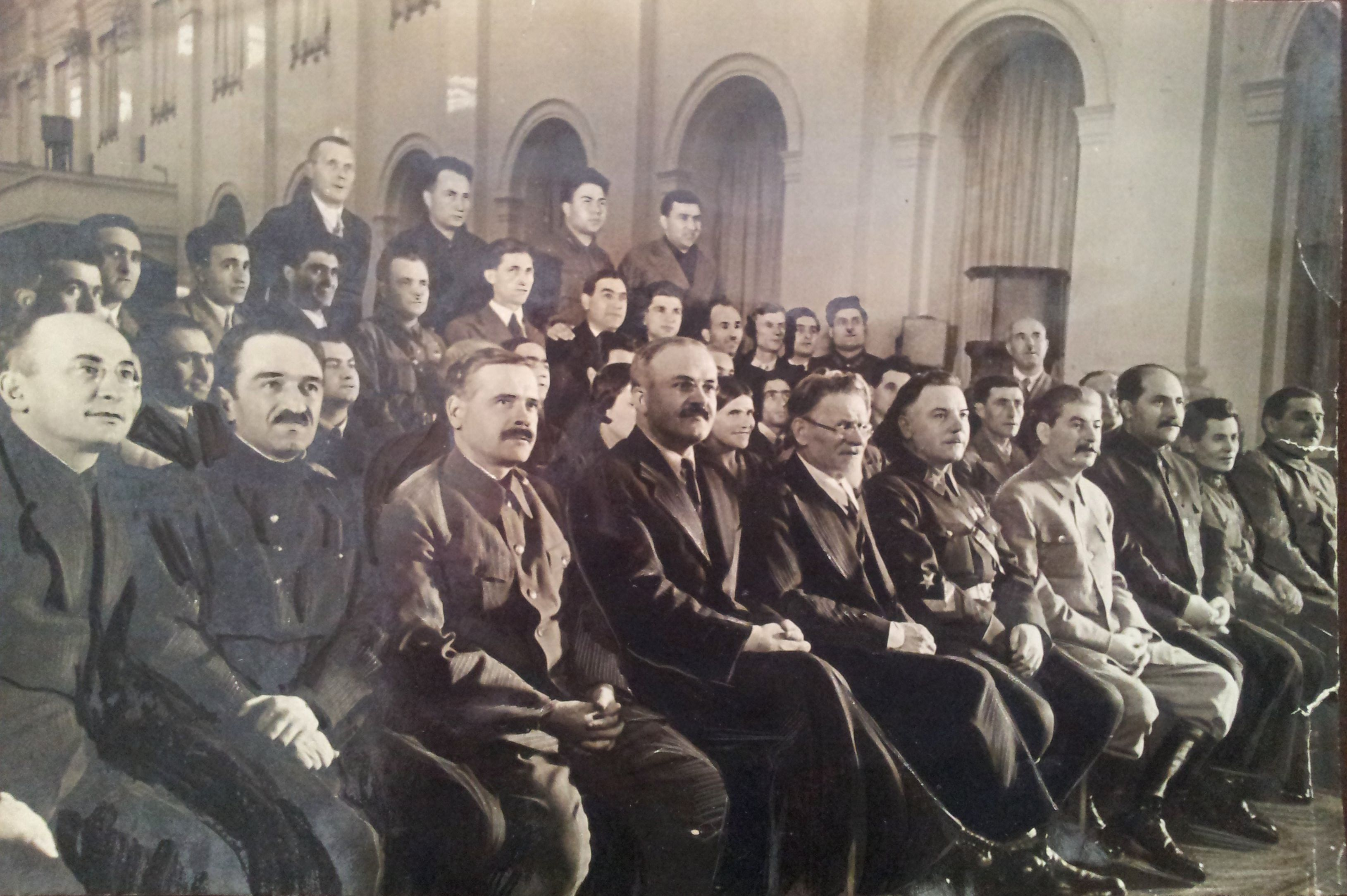
Sesión parlamentaria en la Sala de Reuniones del Sóviet Supremo de la Unión Soviética, 1938.

Al comienzo del XVII Congreso del Partido Comunista (bolchevique) de toda la Unión en 1934, se decidió reconstruir el Gran Palacio del Kremlin con la finalidad de utilizarlo para necesidades administrativas. Tras desmantelar el Pórtico Rojo, se erigió un comedor para los delegados entre la Cámara Facetada y la Catedral de la Anunciación.Para dejar espacio para una ampliación de invitados, se derribó la Iglesia del Salvador en Bor. En el centro de la fachada del edificio, se retiraron las cinco águilas bicéfalas, y en su lugar se colocó el emblema de la Unión Soviética en el centro, y las iniciales "СССР" (URSS en ruso) a los lados. 
Según el proyecto de remodelación supervisado por el arquitecto Illarión Ivánov-Schitz, el Salón de San Andrés y el Salón de San Alejandro fueron unidos retirando la pared entre ambos para formar la Sala de Reuniones, que se convertiría en el recinto parlamentario del Comité Ejecutivo Central, y desde 1938, del nuevo Sóviet Supremo de la Unión Soviética. Los trabajadores del museo conservaron parte del diseño y retiraron un panel de la Sala de San Andrés, pintado al óleo sobre lienzo. También se construyó una tribuna adicional para el Presídium y se cambió la forma de las ventanas que dan al río Moscova. Para evitar el derrumbe de la Sala de Reuniones (su techo se había comenzado a agrietar) se construyó sobre vigas de acero un enorme balcón con más escaños que cubría la mitad de la sala más alejada del podio. También se construyeron palcos más pequeños en la pared lateral del salón. En la parte superior, la sala se cubrió con una bóveda cilíndrica artesonada de hormigón, se colocó un piso de parqué en el vestíbulo. El piso de la sala tenía una ligera pendiente; por esta razón, se instalaron escalones de malaquita en las entradas a la sala desde el vestíbulo y en el desnivel del podio y los escaños del Presídium. En 1939 se instaló en el nicho del antiguo emplazamiento de los tronos imperiales una estatua de Lenin hecha de mármol. 

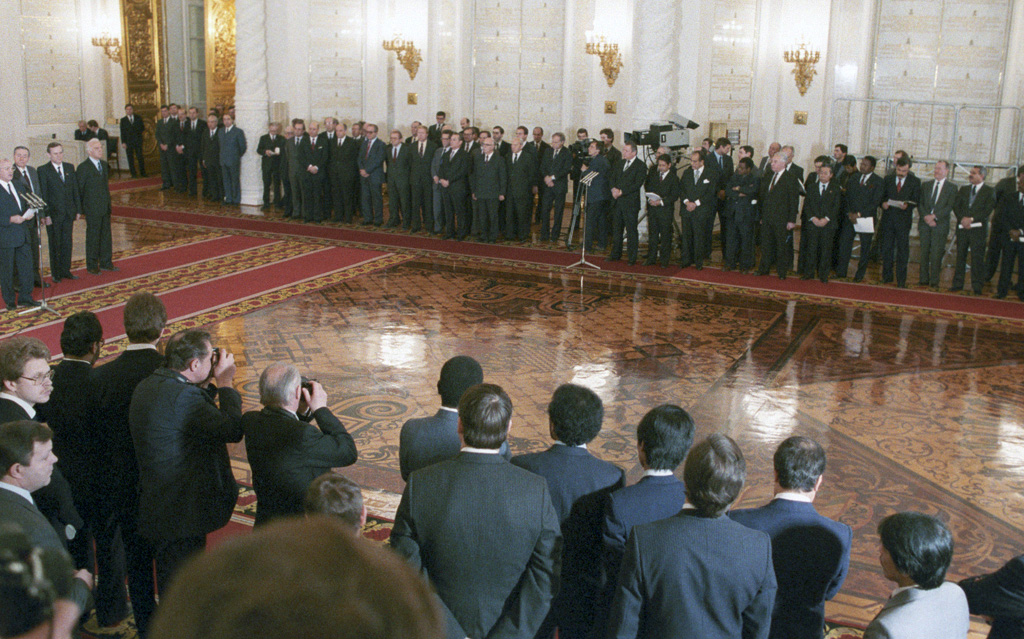
Recepción de acreditación de misiones diplomáticas en el Salón de San Jorge, 1985.

En la barandilla del balcón principal, así como en la viga sobre el balcón y el podio, había relojes con números arábigos. Sobre el reloj de la tribuna del presídium, se colocó el emblema de la Unión Soviética. La sala de reuniones tenía capacidad para unos 3,000 escaños en la platea principal y 2,000 en los palcos y en el balcón. En el fondo de la sala se encontraba el podio, con los escaños y una tribuna del presídium al fondo (en el podio era posible reemplazar los escudos de armas de madera; esto se puede ver en fotografías y videos de los sucesivos escudos de armas soviéticos), escritorios y sillas de nogal, la tapicería estaba hecha de polipiel verde. La superficie total del salón parlamentario superó los 1,600 metros cuadrados.Para el normal funcionamiento de las convenciones se instalaron conexiones de radio, iluminación y ventilación adicionales. La Sala de Reuniones fue la sede del Sóviet Supremo hasta 1970, cuando esta fue trasladada al Palacio de los Congresos. 

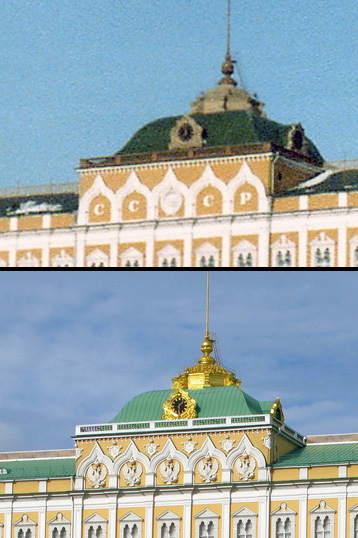
Las cinco águilas de bicéfalas del escudo de armas ruso (abajo) sustituyeron al antiguo emblema estatal de la Unión Soviética y las letras "CCCP" (arriba) en la fachada del palacio después de la disolución de la Unión Soviética.

Los demás salones del Gran Palacio del Kremlin se utilizaron para diversos eventos oficiales del gobierno soviético; en el Salón de Catalina se llevaban a cabo la presentación de cartas credenciales de los embajadores extranjeros, y en el Salón de San Jorge se realizaban las ceremonias de entregas de órdenes militares (fue en dicho salón donde se realizó una recepción de gala en honor a los participantes del Desfile del Día de la Victoria en 1945) y otros premios gubernamentales a figuras destacadas de la ciencia y la cultura. En 1968, a partir de los sondeos realizados, se restauraron los colores originales de las fachadas de las tres plantas superiores de las Terems. Durante este período se reforzaron las capas de yeso y pintura de las pinturas, se doraron algunas partes y se restauraron incrustaciones, tapizados de paredes y muebles perdidos. En el transcurso de varios meses, se restauraron las paredes de mármol de la escalera principal, se repararon los escalones y los rellanos.En 1990, la Sala de Reuniones se convirtió en sede del recién fundado Congreso de los Diputados del Pueblo de la Unión Soviética.

### Restauración del aspecto original
Después de la disolución de la Unión Soviética en 1991, por decisión del presidente Borís Yeltsin se llevó a cabo en 1994 una reconstrucción y restauración global en el palacio con la finalidad de convertirlo en la residencia del Presidente de la Federación Rusa. Se desmanteló la antigua Sala de Reuniones del Sóviet Supremo, restaurando el aspecto histórico de los salones de San Andrés y San Alejandro. También se ha restauró el aspecto original del Salón de Santa Catalina con la zona de los tronos del zar Nicolás II y de la zarina Alejandra. Los bajorrelieves históricos de la fachada del Gran Palacio del Kremlin fueron restaurados , en particular, en 1998, también se instalaron águilas bicéfalas de metal y escudos de armas zaristas. Según algunos informes, el coste total de la reconstrucción alcanzó los 350 millones de dólares estadounidenses.

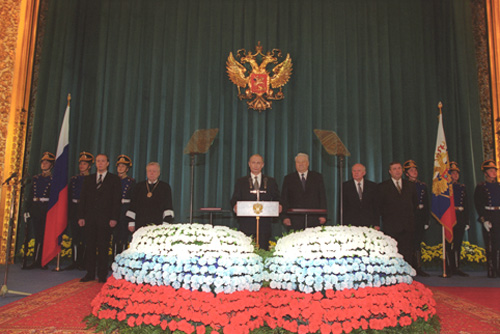
Toma de posesión de Vladímir Putin como Presidente de Rusia, 7 de mayo del 2000.

En 2008 se llevó a cabo otra restauración en las instalaciones del primer piso.

## Uso actual
El Gran Palacio del Kremlin es la residencia oficial del Presidente de Rusia, y es donde se celebran eventos oficiales. Así, la toma de posesión del presidente de Rusia tiene lugar en el Salón de San Andrés. Las visitas turísticas al Gran Palacio se pueden realizar cuando no se realizan eventos oficiales, a petición de organizaciones enviadas al jefe del servicio de comandante del Kremlin de Moscú. Los visitantes pueden ver la Cámara Facetada, las instalaciones del Palacio Terem, la mitad propia de Sus Majestades Imperiales, así como las salas de orden ceremonial, con excepción de la Sala de Catalina. En la actualidad, el Gran Palacio del Kremlin sigue siendo uno de los centros más importantes de la vida estatal de Rusia.

## Estructura y arquitectura del exterior

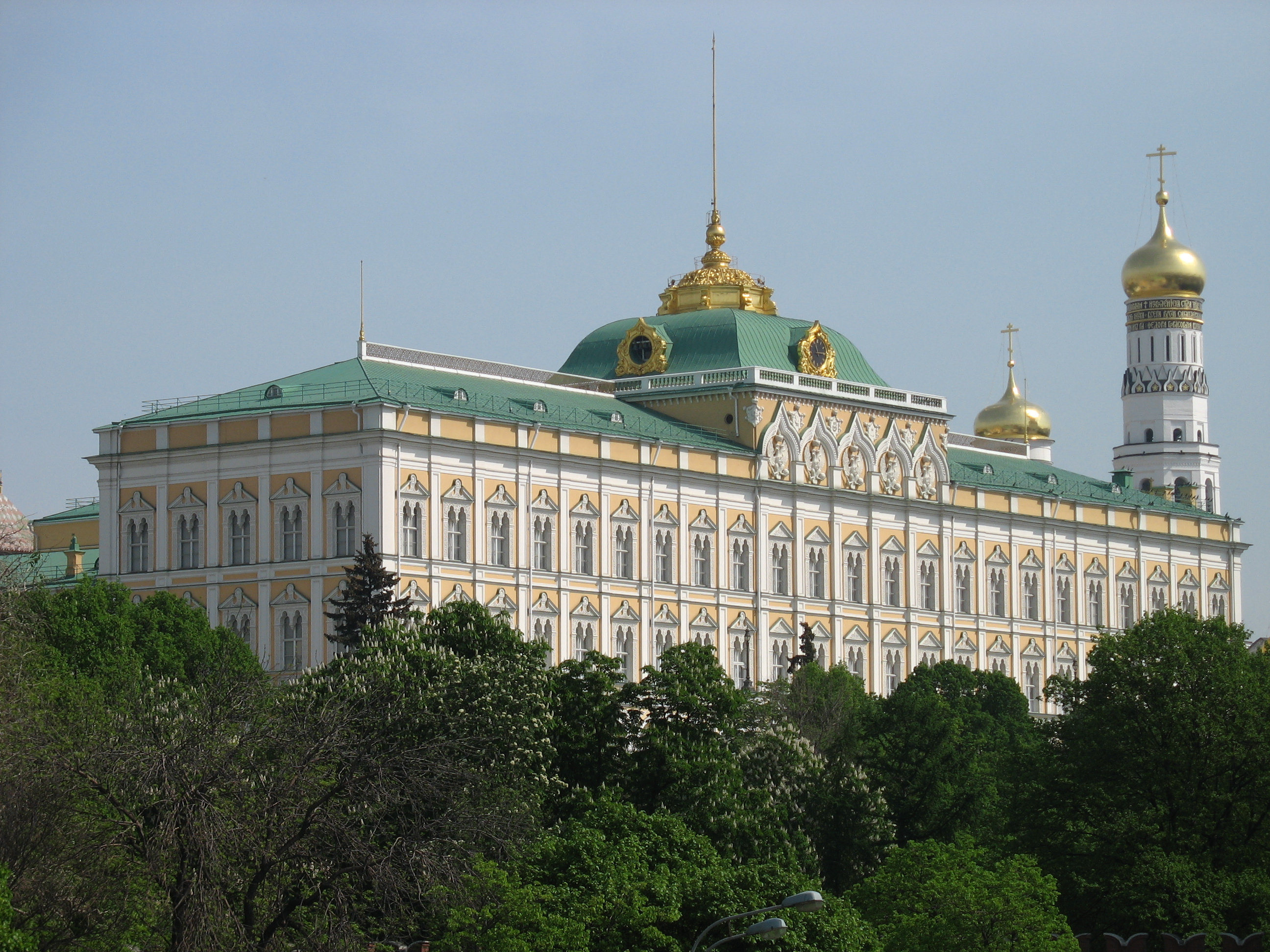
El Gran Palacio del Kremlin, 2007.

La longitud del Gran Palacio del Kremlin es de 125 metros y su altura es de 47 metros. La superficie total del complejo supera los 25 mil metros cuadrados. El Gran Palacio del Kremlin, de estilo neorruso, es un edificio en forma de un cuadrado con un pequeño patio, en cuyo centro se encontraba la Iglesia del Salvador en Bor, demolida en los años 1930. La fachada principal del complejo da al terraplén del Kremlin; la entrada Blagovéshchenskaya del palacio da a la Plaza de la Catedral.

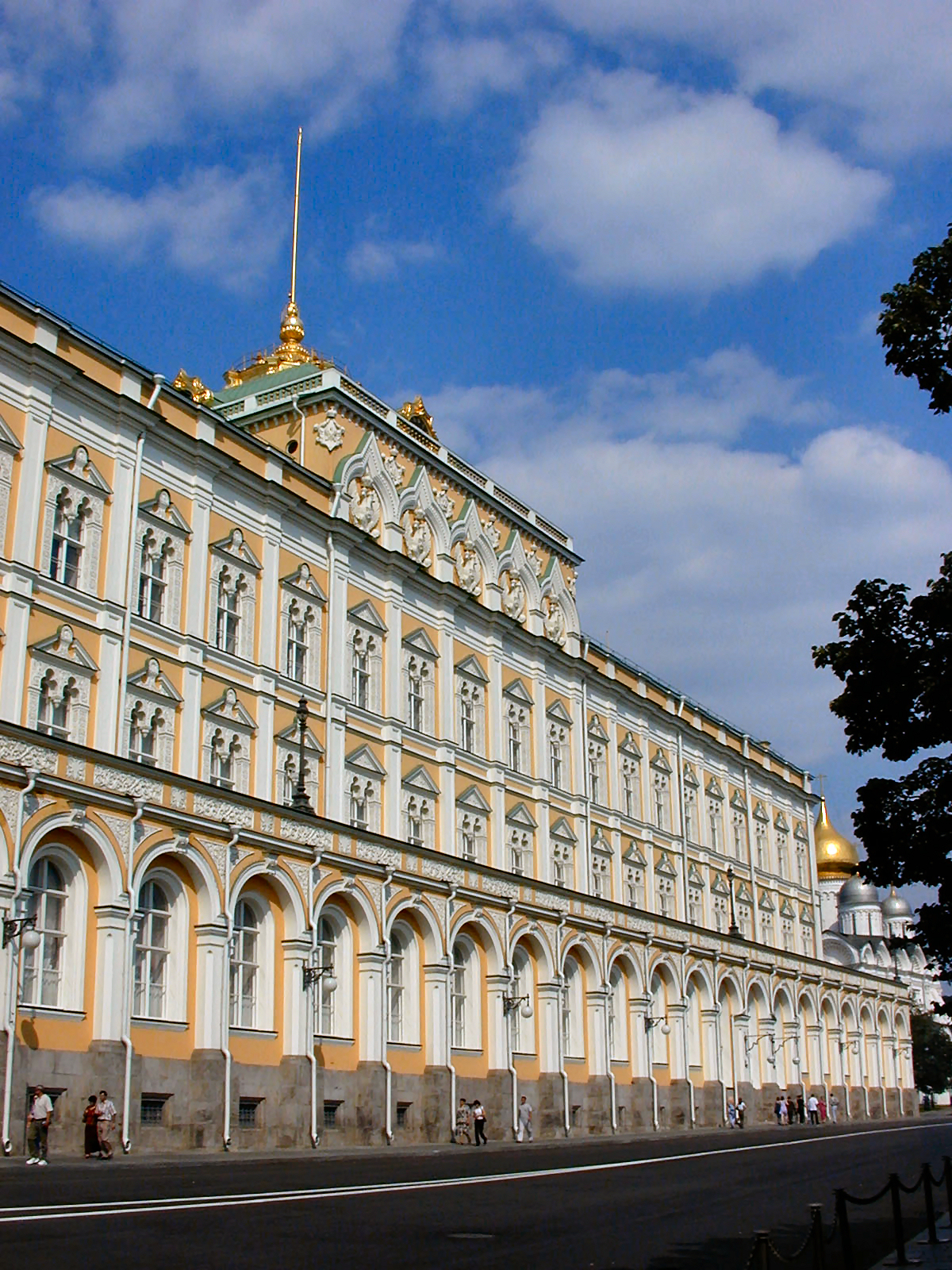
El exterior del Gran Palacio del Kremlin incorpora muchos detalles característicos de la arquitectura rusa medieval y bizantina.

El arquitecto Konstantín Thon repitió en cierta medida la composición del anterior complejo palaciego, formado por edificios de diferentes épocas. Los historiadores del arte creen que, de acuerdo con las peculiaridades de la arquitectura rusa antigua , el complejo adquirió formas asimétricas. Así, los edificios laterales son más bajos que el volumen principal, y las cámaras de los Grandes Duques, que originalmente incluían los Apartamentos de Sus Majestades y la Mitad de los Niños, se colocaron por separado y se combinaron con el edificio principal mediante un pasaje arqueado. En el segundo piso del corredor, se dispuso un jardín de invierno, donde se colocaron naranjos para decorar los salones estatales en días festivos, así como plantas del Jardín Neskuchny. Las fachadas del complejo estuvieron inspiradas en la decoración del Palacio de los Terems; en particular, el arquitecto repitió los marcos de las ventanas en tamaños mucho mayores. Están realizados en forma de arcos con paredes estrechas y dan al edificio un parecido a una galería cerrada. El segundo nivel de dos pisos está dividido por pilastras y ricamente decorado con plataformas de piedra blanca tallada en estilo neorruso con arcos dobles y pesas en el medio, típico de la arquitectura rusa del siglo XVII.Hasta 1917, la fachada del palacio estuvo decorada con cinco bajorrelieves de piedra blanca en forma de águilas bicéfalas, encima de los cuales se encontraban los escudos de las gobernaciones de Moscú, San Petersburgo, Kazán, Astracán, Polonia y Táurida. Después de la Revolución de Octubre y la Guerra civil rusa, estos fueron reemplazados por el emblema nacional de la Unión Soviética en el centro, y por las iniciales "СССР" (URSS en ruso).En 1992, el escudo de armas soviético y las iniciales fueron retirados, y, después de la restauración iniciada en 1994, en 1998 aparecieron águilas bicéfalas, repitiendo el aspecto histórico, pero hechas de metal y pintadas como estuco.

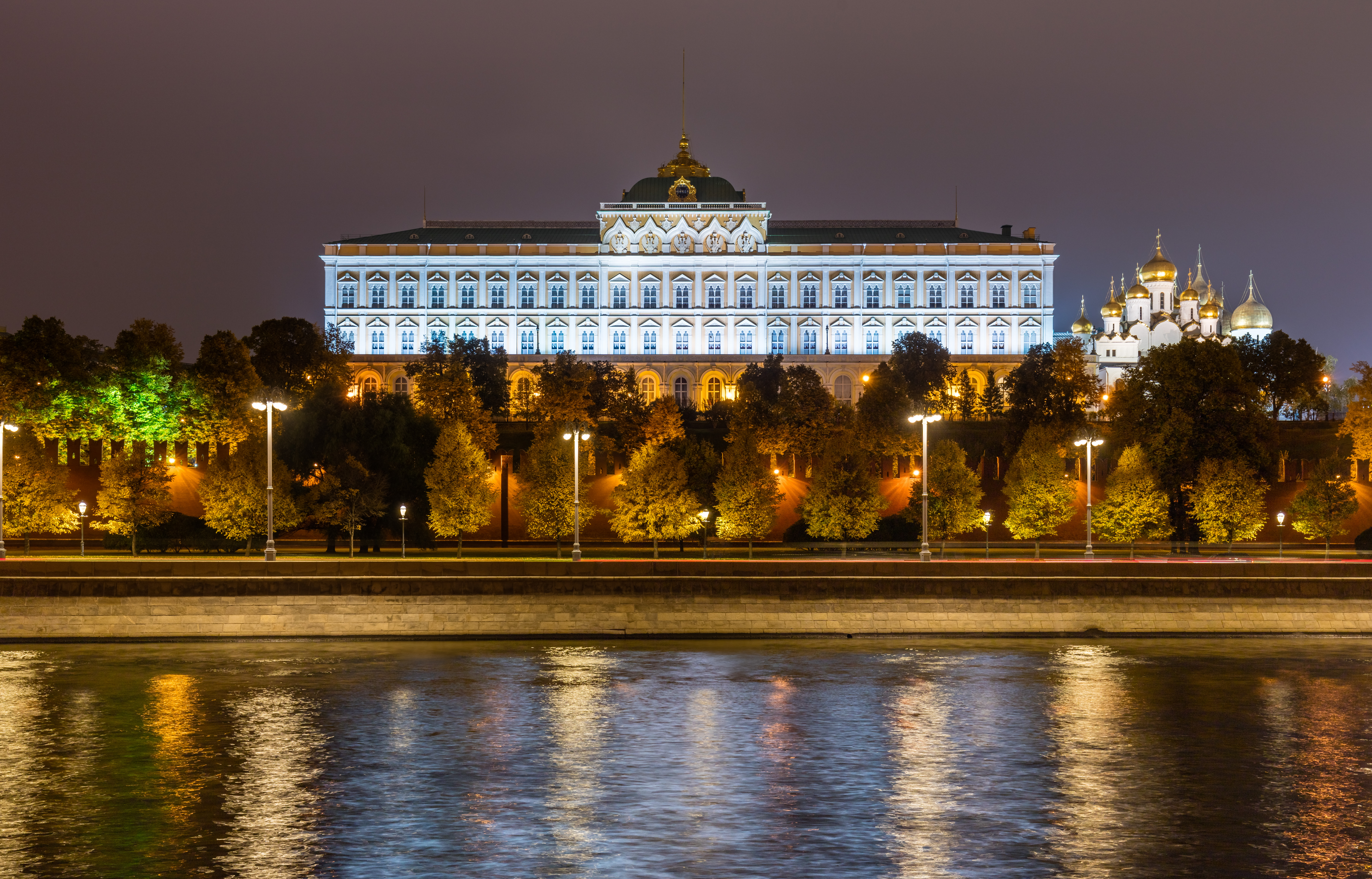
Vista nocturna desde el río Moscova.

El palacio se distingue por su rígida planta geométrica, característica del clasicismo tardío. Pero la entrada principal no se encuentra en el centro de la fachada principal, debajo de la tribuna con los escudos de armas , sino en la parte oriental del palacio, lo que no era característico de la arquitectura de esa época. La entrada tiene un diseño modesto y se destaca desde el exterior por un par de lámparas de globo suspendidas de cadenas; la forma de las puertas corresponde a las aberturas de las ventanas; La ubicación de la entrada viene determinada por la necesidad de colocar una gran escalera recta de 66 escalones, cuya longitud no permitiría instalar la estructura en el centro del complejo. Está hecho de piedra de Revel, las paredes de la habitación están decoradas con mármol artificial y las columnas son de mármol natural de Serdobol. La escalera conduce al segundo piso a la antecámara, desde donde comienza la enfilada de salones ceremoniales de doble altura y las cámaras ceremoniales.Junto a la entrada principal en la planta baja hay un vestíbulo de mármol con columnas de granito pulido, así como la mitad propia de la familia imperial.

Hay ventanas falsas en la fachada del edificio; la mayoría de estas “ventanas” están ubicadas en el muro occidental del palacio, cerca del muro del Salón de San Andrés. Esto se puede ver al ver una fotografía del exterior del palacio y compararla con el diseño del palacio.

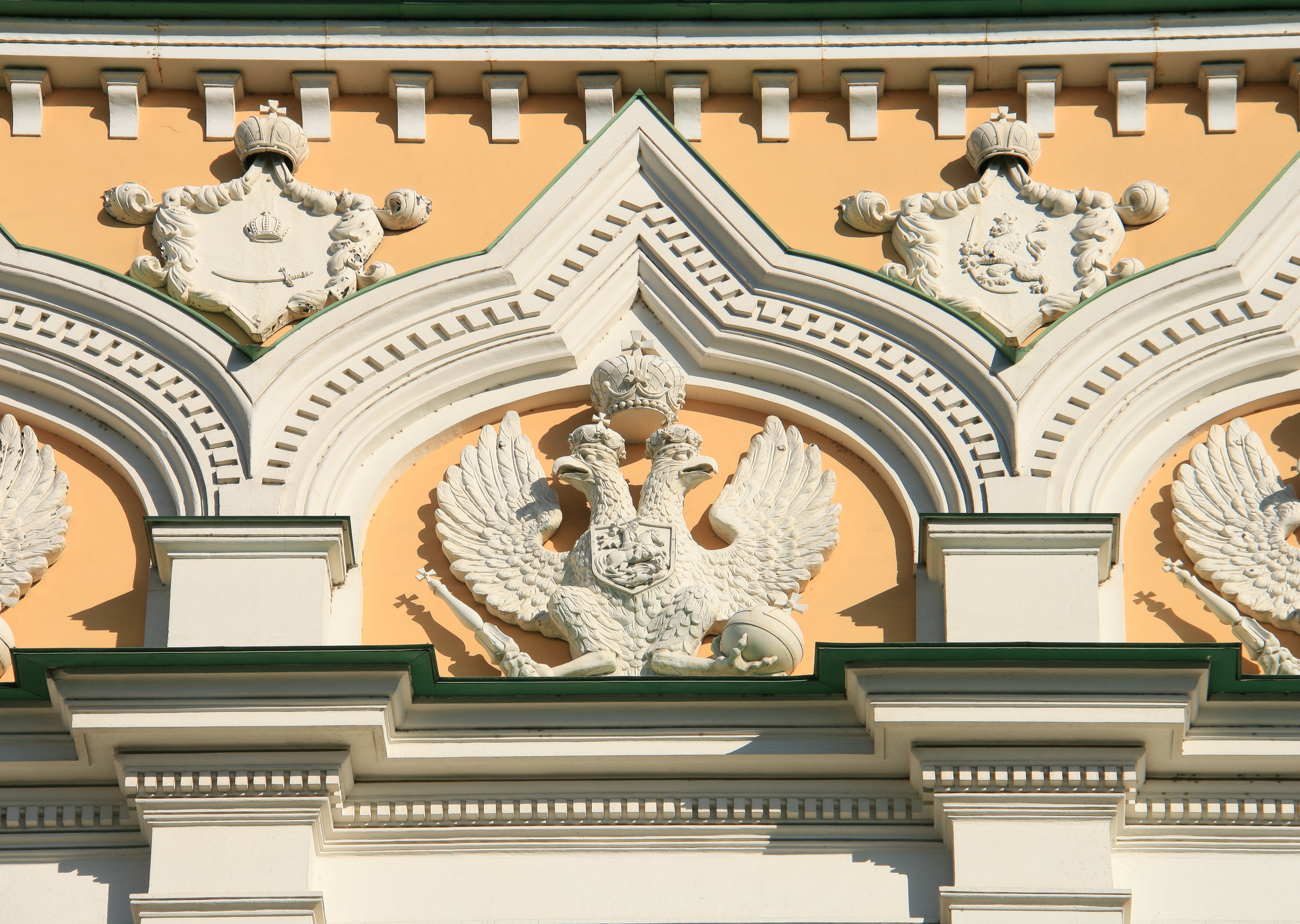
Detalle de la fachada.
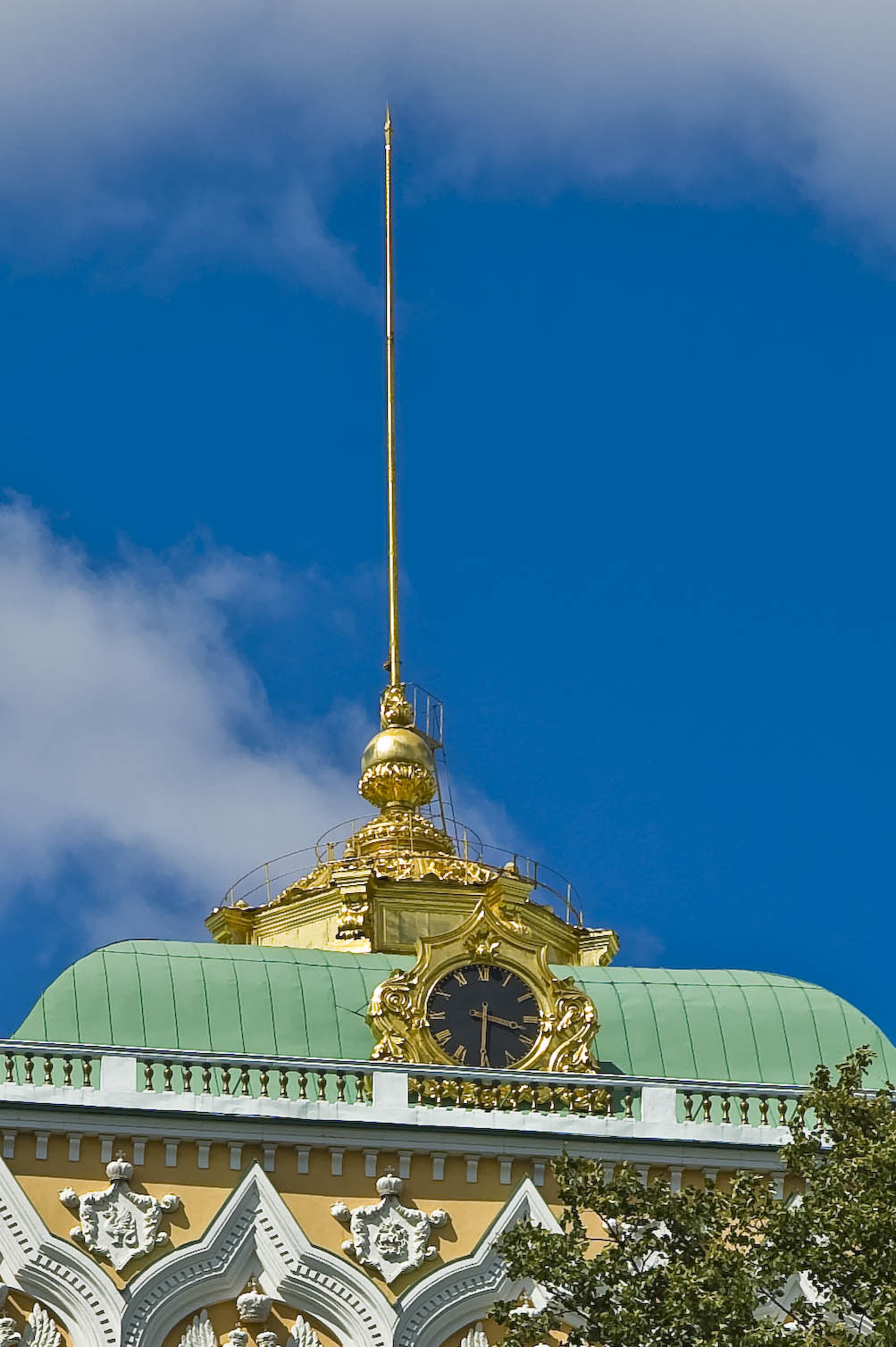
Cúpula del Palacio, con el reloj y el hasta para banderas.
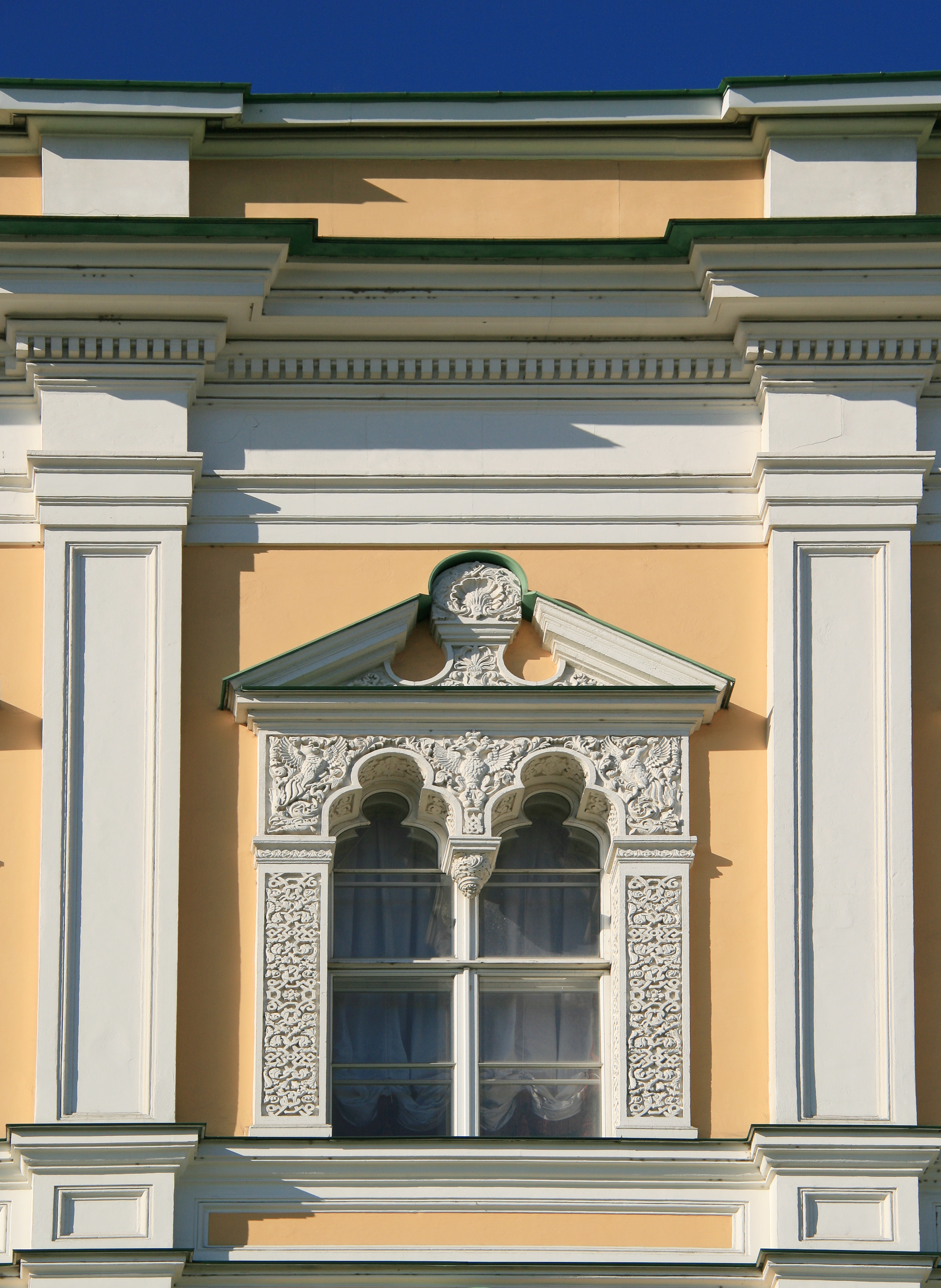
Decorado de una de las ventanas.

## Interiores de los salones

### Antecámara
La pequeña sala cuadrada de la antecámara está conectada con la escalera principal y la Sala de San Jorge. La habitación tiene una decoración modesta, pero el techo está ricamente decorado con adornos de estuco. La antecámara está decorada con una chimenea revestida de jaspe gris verdoso elaborado en la fábrica de molienda de Kolyvan. También en la sala hay un reloj con una figura de Apolo sobre un carro y dos candelabros de bronce de estilo Imperio.

### Salón de San Jorge
El Salón de San Jorge es la primera y la más grande sala del palacio. Recibe su nombre de la Orden de San Jorge, establecida por Catalina I en 1769. Las paredes de la sala están decoradas con estrellas doradas en relieve y ligas con el lema "Por el servicio y la valentía". La sala está cubierta por un artesonado semicilíndrico sostenido por dieciocho pilonos . En la parte superior están decorados con estatuas que simbolizan las victorias militares del país. Por orden del Emperador, en la sala se instalaron placas de mármol con la lista de regimientos, tripulaciones y baterías que recibieron los estandartes de San Jorge. Además, en las paredes están grabados los nombres de todos los caballeros de la orden.
Inicialmente, en el Salón San Jorge se reunían funcionarios civiles y representantes de la nobleza moscovita durante eventos ceremoniales . Durante la recepción con motivo del Desfile del Día de la Victoria de 1945, el personal militar invitado se reunió en el Salón de San Jorge. En la sala se instaló un micrófono para transmitir las felicitaciones y actuaciones de los concertistas a todas las salas implicadas en la celebración. Posteriormente, el local se utilizó para la entrega de premios, órdenes y condecoraciones militares a personalidades de la ciencia y la cultura, así como para reuniones de representantes del partido con los ciudadanos.

### Salón de San Alejandro Nevski
El Salón de San Alejandro debe su nombre a la Orden de San Alejandro Nevski, establecida por Catalina I en 1725. La sala está situada en la parte central del primer piso de la fachada sur del complejo y está conectada con el Salón de San Jorge por enormes puertas plateadas con adornos dorados que representan las cintas y estrellas de la Orden.
La longitud de la sala rectangular alcanza los 31 metros de largo, 20 metros de ancho y 20 metros de alto. La combinación de colores general coincide con la de la orden: las paredes están cubiertas de mármol artificial rosa, los muebles están tapizados en terciopelo del color de la cinta roja de la orden con imágenes de estrellas. La sala también está decorada con escudos de las provincias y regiones del Imperio ruso, espejos de pared, cuatro chimeneas de mármol y candelabros fabricados en las fábricas del duque de Leuchtenberg. En la parte superior está cubierto por una cúpula elíptica sobre cuatro pilonos con imágenes de los escudos de la orden, estrellas y el monograma de San Alejandro. El suelo de parqué está compuesto por treinta tipos de madera y la estancia estaba iluminada por una lámpara de araña de 4,500 velas.
Inicialmente, el Salón de San Alejandro albergaba seis pinturas del artista Fiódor Moller, que representan momentos de la vida de Alejandro Nevski; su entrada a Pskov tras su liberación, la batalla con los suecos en 1240, su matrimonio con la princesa de Polotsk, su estancia en la Horda de Oro, etc, así como una trama mítica dedicada a la Batalla del Hielo.Según el testimonio del historiador Serguéi Barteniev, durante los actos solemnes en el Salón de San Alejandro se reunían las “damas honorarias de la ciudad”. Para ellos, la sala contenía unas cincuenta sillas de madera dorada, tapizadas en terciopelo a juego con el color de la cinta. También durante este período existía la costumbre, antes de las festividades, de llenar cuatro armarios de muebles, tapizados de terciopelo carmesí, con vajilla de oro antiguo procedente de los almacenes de la Cámara de la Armería.En la década de 1930, la sala fue remodelada y fusionada con el Salón de San Andrés para formar la Sala de Reuniones, sede del Sóviet Supremo de la Unión Soviética hasta 1970. Los interiores fueron restaurados a su aspecto original entre 1994 y 1999, y posteriormente las instalaciones se utilizaron para reuniones del Consejo de Estado.

### Salón de San Vladímir
El Salón de San Vladímir debe su nombre a la Orden de San Vladimiro, establecida por Catalina I en 1782.  La luz entra en el salón únicamente a través de una linterna en el centro de la cúpula a cuatro aguas de la que cuelga una lámpara de araña de varios niveles fabricada en una fábrica de San Petersburgo. El edificio conecta edificios del complejo que datan de diferentes períodos: las Cámaras Facetadas y Doradas de la Zarina, el Palacio de los Terems y el Salón de San Jorge. La estructura de tres tonos se colocó originalmente en la Antesala, para la que resultó demasiado grande, y luego se volvió a trasladar al Salón de San Vladímir. La luz entra en la habitación sólo a través de un tragaluz en el centro de la cúpula en forma de tienda, de la que cuelga una lámpara de araña de varios niveles fabricada en una fábrica de San Petersburgo por Félix Chopin. Inicialmente, la estructura de tres toneladas se colocó en la antesala, para lo cual resultó ser demasiado grande, y luego se trasladó a la Sala Vladimir. Antes de esto, se probó la resistencia de la cúpula de dieciséis lados, ya que fue construida con ladrillos huecos para reducir el peso.